# Хелена Асамоа-Хасан
Хелена Р. Асамоа-Хасан (Кејп Коуст, 1950-их) ганска је библиотекарка која је тренутно извршна директорка Афричких библиотечко-информационих удружења и институција (Афлија) и председавајућа одбору Библиотечке управе Гане.

## Каријера
Бивша је библиотекарка Универзитета за науку и технологију Кваме Нкрума, а од 2002. до 2006. била је председница Библиотечког удружења Гане. Вршила је дужност прве председнице Афричких библиотечко-информационих удружења и институција (Афлија). Од 2013. до 2015. била је председавајућа Међународног саветодавног одбора за Унесков програм Памћење света. Чланица је Управног одбора Међународне федерације библиотечких удружења и институција од 2010. до 2012. и председавајућа Управног одбора Конзорцијума академских и истраживачких библиотека у Гани, као и члан оснивач од марта 2004. до 2013.

## Образовање
Образовање је започела на Римокатоличкој школи Бреман Асикума (Такоради) и Основној школи Хаувард Меморијал (Такоради), а наставила је на Средњем интернату Нјаниба (Нкрофул), на коме је стекла диплому ниже средње школе. Затим се уписала у Средњу школу Кононго Одумаси. Стекла је пријем за студије библиотекарства на Универзитету Ахмаду Бело, у Зарији, у Нигерији (1977) за стицање степена бакалавара. Магистрирала је библиотекарске студије на Универзитету Гане (1981) и докторирала на Универзитету за науку и технологију Кваме Нкрума (2011).

## Позиције
Неке од позиција Асамоа-Хасан су:
- повереник, Национална комисија за медије Гане, 2003—2006.[4]
- члан управног одбора, Средња школа Кононго Одумаси, фебруар 1998 — 2014.
- члан извршног одбора, UST огранак UTAG-а, јануар 1997 — децембар 1998.
- благајник, UST огранак UTAG-а, јануар 1999. до 2001.
- благајник, UST National, септембар 1999 — 2001.
- члан одбора директора, New Times Corporation, мај 2011 — 2013.

## Награде
- Присталица године за отворени приступ компаније BioMed Central[12]
- Медаља за службу Међународне федерације библиотечких удружења и институција (IFLA), 2012.[13]
- Сертификат за почасног и доживотог члана, Универзитет Ахмаду Бело, Зарија, Нигерија, Друштво студената библиотекарства, јун 1988.
- Сарадник Библиотечког удружења Гане, 2006.